# رامون خافيير ميستري
رامون خافيير ميستري هو محامي وسياسي أرجنتيني، ولد في 2 يوليو 1972 في قرطبة في الأرجنتين. نشط حزبياً في الاتحاد المدني الراديكالي. وقد انتخب عضو مجلس الشيوخ الأرجنتيني ‏ عن دائرة قرطبة (10 ديسمبر 2009 – 9 ديسمبر 2011) وانتخب Mayor of Cordoba ‏ (10 ديسمبر 2011 – 10 ديسمبر 2019).